# پرت اند ویتنی کانادا پی‌دبلیو۲۰۰
پرت اند ویتنی کانادا پی‌دبلیو۲۰۰ خانواده ای از موتورهای توربوشفت است که به‌طور خاص برای کاربردهای هلیکوپتری ساخته شده است. در دهه ۱۹۹۰ وارد خدمت شد.

## نصب شده بر روی
- آگوستاوستلند ای‌دبلیو۱۰۹
- آگوستاوستلند ای‌دابلیو۱۶۹
- Airbus Helicopters H160 (فقط نمونه اولیه)
- بل ۳۶۰ اینویکتس (برنامه‌ریزی شده)
- بل ۴۲۹ گلوبال‌رنجر
- بوئینگ ای۱۶۰ هامینگ‌برد
- یوروکوپتر ئی‌سی۱۳۵
- ام‌دی اکسپلورر
- سیکورسکی اس-۷۶

## مشخصات فنی
Data from 

#### خصوصیات کلی
- نوع: توربوشفت
- طول: ۳۵٫۹ اینچ (۹۱٫۲ سانتی‌متر)
- قطر: ۱۹٫۷ اینچ (۵۰ سانتی‌متر)
- وزن خشک: ۲۳۷ پوند (۱۰۷٫۵ کیلوگرم)

#### اجزا
- کمپرسور: سانتریفیوژی تک مرحله ای. PW210: دو مرحله ای ترکیبی جریان و  سانتریفیوژی
- Combustors: Annular
- توربین: توربین فشار قوی تک مرحله ای، توربین قدرت تک مرحله ای. PW210: توربین قدرت دو مرحله ای

#### عملکرد
- حداکثر توان خروجی: ۵۶۱ اسب بخار (۴۱۸ کیلووات)
- مصرف سوخت یژه برخاست: ۰٫۵۴۲ پوند/اسب بخار-ساعت
- نسبت توان به وزن: ۲٫۴ اسب بخار/پوند